# 広島市立原小学校
広島市立原小学校（ひろしましりつ はらしょうがっこう）は、広島県広島市安佐南区西原六丁目にある公立小学校。

## 歴史
- 明治6年 - 創立
- 明治8年 - 沼田郡西原村に研精舎創設 西原村に西原尋常小学校、東原村に東原尋常小学校設立
- 大正9年 - 安佐郡西原村・東原村を合併して原村と改称　西原・東原の両尋常小学校を統合し、原尋常小学校と改称
- 昭和16年 - 原国民学校と改称
- 昭和20年 - 原子爆弾により校舎の一部を破損
- 昭和22年 - 合併のため祇園町立原小学校と改称
- 昭和23年 - PTA発足
- 昭和26年 - 校舎増築
- 昭和32年 - 木造校舎新築完成（木造2階建）
- 昭和40年 - 敷地移転、新校舎完成（鉄筋3階建12教室）
- 昭和45年 - 屋内体育館落成
- 昭和47年 - 広島市と合併し、広島市立原小学校と校名を変更
- 昭和48年 - 運動場拡幅工事完了
- 昭和48年 - 学校安全教育により、文部大臣表彰を受賞
- 昭和51年 - 原南小へ学区児童の分離、言語治療教室開設
- 昭和52年 - 中筋小へ学区児童の分離 　給食・学校安全両部門で県優良校として県教委より表彰
- 平成元年 - 広島市教育センターよりコンピュータ教育研究協力校に指定される。
- 平成8年 - 学校の機械警備化実施、障害児学級開設
- 平成14年 - 運動場改修
- 平成15年 - 学校敷地内完全禁煙実施、東脱靴場スロープ設置　体育砂場改修、高鉄棒撤去及び低鉄棒2基移設
- 平成20年 - 学力向上重点校指定（広島市教育委員会）
- 平成29年 - プール完成移転

## 学区
広島市安佐南区
西原1丁目（1～4番）、西原3丁目（1～14番、16番1号～6号、16番18号～17番6号、17番16号～20号）、西原4丁目（1～31番、42番、43番）、西原5丁目（ただし、古市学区分を除く。）、西原6丁目～西原8丁目、西原9丁目（ただし、古市学区分を除く。）

## 進路
卒業生は基本的に広島市立祇園東中学校に進学する。

## 補習授業
当学校では、週に約1～2時間の補習授業、読書の時間などがある